# Antonio Betancourt Pérez
Antonio Alberto Betancourt Pérez fue un maestro, historiador, periodista y polemista mexicano, nacido en la ciudad de Mérida, capital de Yucatán, el año de 1907 y fallecido en la misma ciudad en 1997. Hijo del inmigrado cubano, Cloridano Betancourt y Barona oriundo de Camagüey, llegado a Yucatán en 1880 y quien desde el exilio luchó en favor de la Independencia de Cuba.
Antonio Betancourt fue miembro del Partido Socialista del Sureste de 1929 a 1931. Se integró al Partido Comunista Mexicano en 1931 y mantuvo su militancia hasta 1938 en que la abandonó por no coincidir con la postura partidista en torno a la reforma agraria en Yucatán. Fue diputado federal por Yucatán en la XXXVIII Legislatura del Congreso de la Unión de México.

## Estudios
Estudió en la Escuela Modelo de Mérida, Yucatán. Más tarde en el Instituto Literario de Yucatán. Se graduó de maestro en la escuela normal Rodolfo Menéndez de la Peña. Se especializó, gozando de una beca del gobierno soviético, en ciencias sociales y políticas en el Instituto Leninista de Moscú.

## Desempeño público
Director Federal de Educación en Yucatán de 1934 a 1935. Diputado federal de 1940 a 1943. Presidió la Comisión de Control de Precios del Departamento del Distrito Federal de 1947 a 1950. Director fundador de la Escuela Normal Superior de Mérida, Yucatán en 1971. Fue Director del Diario del Sureste de 1971 a 1976. Fundador y director de la Carta Confidencial Peninsular, publicación de análisis político semanal de 1980 hasta la fecha de su fallecimiento. Fue fundador y dirigente de la Academia Yucatanense de Ciencias y Artes, desde 1982 hasta su muerte.

## Obra publicada
Entre otras obras:
- Economía marxista. (1933) Mérida, Yucatán.
- Revoluciones y crisis en la economía de Yucatán. (1953) Mérida, Yucatán.
- La escuela de la revolución mexicana. (1965) Mérida, Yucatán.
- La pedagogía del anarquismo en México. (1969) Mérida, Yucatán.
- Historia de Yucatán, Tomo I (1970).(El segundo tomo de esta didáctica obra nunca fue escrito)
- Juárez en Yucatán (1972) Mérida, Yucatán.
- El asesinato de Carrillo Puerto (1974) Mérida, Yucatán.
- ¿Separatista Yucatán? (1975) Mérida, Yucatán.
- El determinismo económico en la historia de Yucatán (1979) Mérida, Yucatán.
- Yucatán, monografía estatal (libro para el 3.er. año de primaria) (1986) Secretaría de Educación Pública, México, D.F.
- Yucatán, textos de su historia. (Colaboración con Rodolfo Ruz Menéndez) (1988) Mérida, Yucatán.
- Yucatán, Una Historia Compartida; Instituto de Investigaciones Dr. José María Luis Mora/SEP. México (1988) Coautor: José Luis Sierra Villarreal.
- Memorias de un combatiente social. Prólogo de José Luis Sierra Villarreal (1992) Instituto de Cultura de Yucatán. Mérida, Yucatán.

## Reconocimientos
- Le fue otorgada por el Gobierno del Estado de Yucatán la Medalla Yucatán por sus méritos en el periodismo, la academia y la investigación histórica, el año de 1979.
- Medalla La Victoria otorgada por el Buró Político del Sóviet Supremo de la URSS, en 1985.
- Medalla Lázaro Cárdenas por su trayectoria y participación cardenista en 1991 por la Asociación Cívica Lázaro Cárdenas.
- La Escuela Superior de Yucatán lleva su nombre.